# Englische Rugby-League-Nationalmannschaft
Die englische Rugby-League-Nationalmannschaft vertritt England auf internationaler Ebene in der Sportart Rugby League. Lange Zeit trat das Team  eher sporadisch auf, da die Rugby Football League in den wichtigsten internationalen Wettbewerben meistens von der Nationalmannschaft Großbritanniens vertreten wurde. 1995 ging die RFL  jedoch dazu über, die Landesteile des Vereinigten Königreichs (England, Wales und Schottland) regelmäßig mit jeweils eigenen Nationalteams antreten zu lassen. Seitdem nimmt England an allen Rugby-League-Weltmeisterschaften teil.

## Geschichte
1904 absolvierte die englische Nationalmannschaft, welche sich in Folge der Abspaltung der Rugby Football League von der Rugby Football Union formiert hatte, in Wigan ihr erstes Länderspiel gegen eine Auswahl von walisischen und schottischen Profis, welches sie mit 9:3 gewinnen konnte. Das Team stand jedoch lange Zeit im Schatten der britischen Rugby-League-Nationalmannschaft, welche in den wichtigsten internationalen Spielen als die Vertreterin der RFL galt. Mit Einführung der Rugby-League-Weltmeisterschaft im Jahr 1954 verstärkte sich diese Tendenz noch weiter, sodass das englische Team zwischen 1956 und 1968 nur ein einziges Länderspiel absolvierte.
1975 trat England erstmals bei einer Rugby-League-Weltmeisterschaft an, da die Waliser ein eigenes Team stellten und ein gemeinsamer britischer Auftritt so nicht möglich war. Das RFL-Team schaffte es zwar bis ins Finale von Leeds, unterlag dort Australien jedoch deutlich mit 0:25. 1995 kam es nach zwei Jahrzehnten Pause erneut zur englischen Teilnahme an einer Weltmeisterschaft, was fortan zum Regelfall werden sollte. Erneut gelang der Finaleinzug, doch wieder erwies sich Australien als zu starker Gegner. Vor über 66.000 Zuschauern im Londoner Wembley-Stadion siegten die Kangaroos mit 16:8.
Bei den weiteren WM-Teilnahmen in den Jahren 2000, 2008 und 2013 scheiterte England jeweils im Halbfinale an Neuseeland. Seit 2009 nimmt England am Four-Nations-Turnier teil, doch auch hier waren zwei zweite Plätze bislang der größte Erfolg. Bei der WM 2017 zog England erstmals seit 1995 wieder ins Endspiel ein und unterlag gegen den Top-Favoriten und Gastgeber Australien in einem hart umkämpften Match mit 0:6. Auf einen internationalen Titel wartet die englische Rugby-League-Nationalmannschaft weiterhin vergeblich.